# Tommy Hilfiger
Thomas Jacob Hilfiger (/hɪlˈfɪgɚ, -əʳ/; Elmira, Nueva York, 24 de marzo de 1951), conocido como Tommy Hilfiger, es un diseñador de moda estadounidense, fundador de la empresa que lleva su nombre.

## Biografía
Proveniente de una familia irlandesa, Tommy Hilfiger es el segundo de nueve hermanos. Tuvo claro desde temprana edad que quería dedicarse al mundo de la moda. Así, en 1969 comenzó a trabajar como distribuidor de ropa hippie. Luego, en los comienzos de la era disco (finales de los años 1970 y primeros de los 80), trabajó en la marca Jordache. 
Creó su propia línea en 1985 y, siendo prácticamente un desconocido, lanzó una campaña con el siguiente mensaje: "Los cuatro mejores diseñadores de ropa de hombre son Ralph Lauren, Perry Ellis, Calvin Klein y Tommy Hilfiger". Desde entonces, Tommy Hilfiger se ha afianzado como una de las grandes marcas de ropa a nivel mundial.
El 15 de marzo de 2010, Phillips-Van Heusen adquirió Tommy Hilfiger por $3000 millones.
Fue víctima de un rumor muy controvertido, se planteó que habría dicho en el programa que su ropa "es para persona de clase alta y blanca, y que preferiría darle esa ropa a los cerdos que a un afroamericano" con lo que Oprah Winfrey lo habría expulsado de su show. Con los años se agregó a la lista a colombianos, mexicanos, asiáticos, etc. Nunca se ha hallado dicho anuncio o programa.
Finalmente este rumor quedó desmentido cuando el propio Tommy fue por primera vez al programa de Oprah Winfrey, así quedó bien aclarado que todo fue obra de alguien muy mal intencionado.